# A Feud in the Kentucky Hills
A Feud in the Kentucky Hills er en amerikansk stumfilm fra 1912 af D. W. Griffith.

## Medvirkende
- Mary Pickford
- Charles Hill Mailes
- Kate Bruce
- Walter Miller
- Robert Harron